# Mislav Togonal
Mislav Togonal (Zagreb, 28. ožujka 1973.) hrvatski je novinar, televizijski i radijski voditelj i urednik
Rodom je iz Zaprešića. Nakon završenog studija hrvatskog jezika i književnosti započinje novinarsku karijeru 1990. godine na Radio Zaprešiću kao srednjoškolac. Profesionalnu afirmaciju stječe na Radio Sljemenu, gdje se profilirao kao reporter i radijski novinar.
Na Hrvatskom radiju (HR) obnašao je dužnost zamjenika glavnog urednika te uređuje i vodi tjednu političku emisiju „Poligraf”. Značajan doprinos daje i kao urednik „Jutarnje kronike” HR-a, emisije koja zbog reemitiranja na svim postajama iz sustava Hrvatskog radija dostiže slušanost od milijun ljudi.
Televizijsku karijeru započinje kao voditelj emisije „Turistički magazin” (kasnije preimenovane u „Boje turizma”) na Hrvatskoj radioteleviziji (HRT), u kojoj je kroz višegodišnje putovanje Jadranom radio reportaže o turističkim znamenitostima hrvatske obale. Godine 2008. preuzima uređivanje i vođenje političke emisije „Otvoreno” na Prvom programu Hrvatske televizije. Vodio je i politički talk show „Nulta točka”.
Togonal je uredio i vodio brojne emisije na javnoj televiziji, združujući radijsko i televizijsko novinarstvo. 
Dobio je Večernjakovu ružu 2015. godine za radijsku osobu godine. Bio je nominiran više godina, a bio je i voditelj ceremonije dodjele. 